# Parabank
Parabank – podmiot prowadzący działalność charakterystyczną dla banków w oparciu o inne przepisy niż Prawo bankowe.
Działalność instytucji parabankowych uzupełnia system banków komercyjnych i spółdzielczych. We współczesnym systemie finansowym, poza bankami – objętymi regulacjami prawnymi, nadzorem finansowym, gwarancjami depozytów – tworzącymi sektor bankowy, można wyróżnić równoległy system bankowy (ang. shadow banking) obejmujący instytucje finansowe wykonujące czynności substytucyjne do czynności bankowych, ale niepodlegające specyficznym dla banków regulacjom prawnym, nadzorowi finansowemu oraz systemowi gwarantowania depozytów – tego typu instytucje określa się mianem parabanków.

## Pojęcie
Pojęcie parabanków nie jest sprecyzowane w polskim prawie. Przepisy aktów prawnych nie podają definicji, ani nie posługują się pojęciem parabanku czy instytucji parabankowej. Określeń tych nie ma również w Polskiej Klasyfikacji Działalności ani w klasyfikacji stosowanej w sprawozdawczości Narodowego Banku Polskiego.
W literaturze można jednak znaleźć próby zdefiniowania pojęcia parabanku oraz instytucji parabankowej. Najszersza definicja stwierdza, że parabankami są wszelkie instytucje finansowe świadczące usługi podobne do bankowych. W takim ujęciu pojęcie parabanku obejmie: towarzystwa ubezpieczeniowe, przedsiębiorstwa oferujące pożyczki pieniężne lub inwestycje kapitałowe, niebankowych wydawców kart płatniczych, przedsiębiorstwa kurierskie działające na rynku płatności, hipermarkety przyjmujące okresowe opłaty od ludności. Do tej kategorii zaliczyć też można podmioty świadczące usługi pośrednictwa finansowego, kredytowego, brokerskie, leasingowe, faktoringowe, kantory walutowe, platformy internetowe oferujące usługi finansowe (pożyczki społecznościowe), a nawet systemy argentyńskie.
W węższym ujęciu instytucjami parabankowymi określa się podmioty inne niż banki, które zostały przez odrębne ustawy upoważnione do podejmowania czynności bankowych sensu stricto, wymienione w art. 5 ust. 1 Prawa bankowego (np. przyjmowanie wkładów pieniężnych, udzielanie kredytów, gwarancji bankowych, przeprowadzanie bankowych rozliczeń pieniężnych, wydawanie instrumentów pieniądza elektronicznego) oraz te, które wykonują czynności, wymienione w art. 5 ust. 2 Prawa bankowego (np. udzielanie pożyczek, wydawanie kart płatniczych, wykonywanie operacji przy ich użyciu, nabywanie i zbywanie wierzytelności pieniężnych, prowadzenie skupu i sprzedaży wartości dewizowych, udzielanie i potwierdzanie poręczeń).
Niektórzy autorzy jeszcze bardziej zawężają pojęcie parabanku wskazując, że terminem tym powinno się określać jedynie podmioty, inne niż banki, które na podstawie odrębnych ustaw są uprawnione do wykonywania czynności wymienionych w art. 5 ust 1. Prawa bankowego, zwłaszcza do prowadzenia działalności depozytowo-kredytowej.

## Parabanki w Polsce

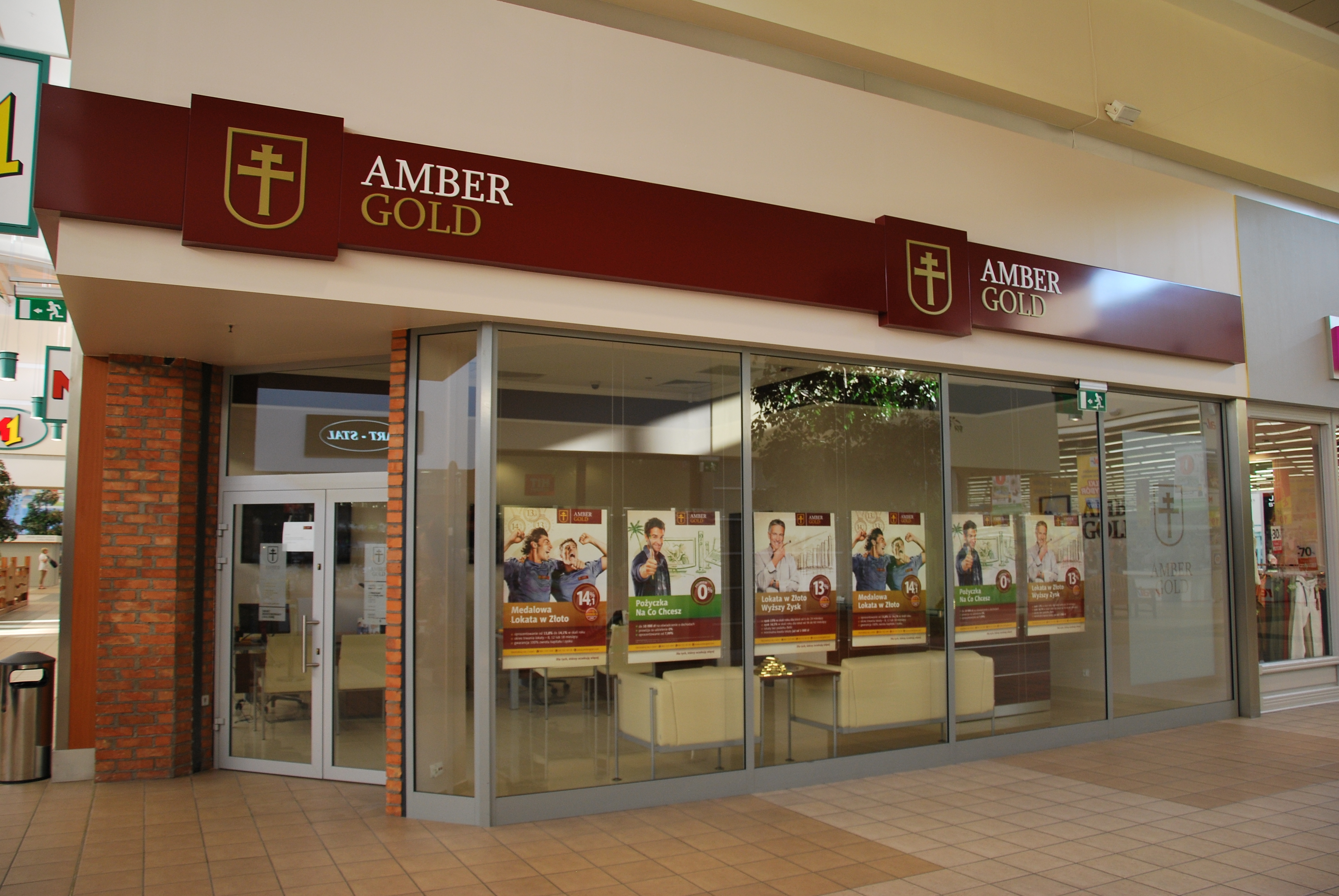
Parabank

Z perspektywy ochrony interesu publicznego, wydaje się, że najbardziej trafne jest przyjęcie, że instytucje parabankowe w Polsce to inne niż banki instytucje wykonujące działalność depozytową jako działalność podstawową. Do instytucji parabankowych w Polsce należałoby zatem zaliczyć spółdzielcze kasy oszczędnościowo-kredytowe, Kasę Krajową, instytucje pieniądza elektronicznego, krajowe instytucje płatnicze, biura usług płatniczych oraz ewentualnie pracownicze kasy zapomogowo-pożyczkowe, chociaż te ostatnie nie są samodzielnymi jednostkami organizacyjnymi i tym samym nie przysługuje im przymiot instytucji.
Komitet Stabilności Finansowej (KSF), analizując otoczenie prawne i mechanizmy funkcjonowania instytucji parabankowych w związku z przypadkiem przedsiębiorstwa Amber Gold Sp. z o.o., określił instytucje parabankowe jako podmioty nie działające w oparciu o reguły Prawa bankowego, oferujące usługi i produkty finansowe podobne do usług bankowych oraz funkcjonujące w obszarze nie objętym nadzorem Komisji Nadzoru Finansowego. Ujęcie zaproponowane przez KSF nie obejmuje zatem spółdzielczych kas oszczędnościowo-kredytowych, Kasy Krajowej, instytucji pieniądza elektronicznego, krajowych instytucji płatniczych oraz biur usług płatniczych, ponieważ ich działalność podlega nadzorowi KNF. Ponadto środki pieniężne zgromadzone w spółdzielczych kasach oszczędnościowo-kredytowych od 29 listopada 2013 r. objęte są ustawowym systemem gwarantowania depozytów przez Bankowy Fundusz Gwarancyjny. Parabankami według definicji zaproponowanej przez KSF są zatem podmioty wykonujące bez zezwolenia KNF czynności bankowe, w szczególności polegające na przyjmowaniu wkładów pieniężnych. W takich podmiotach może występować wysokie ryzyko utraty środków finansowych powierzonych tym instytucjom przez klientów. Podmioty takie nie objęte są bowiem nadzorem sprawowanym przez Komisję Nadzoru Finansowego. Z tego względu, działalność instytucji parabankowych nie podlega nakładanym przez prawo bankowe wymogom ostrożnościowymi, kapitałowym, wymogom co do formy prawnej i ochrony tajemnicy bankowej, brak jest również gwarancji zgromadzonych środków. Ponadto w świetle obecnie obowiązujących przepisów prowadzenie, bez stosownego zezwolenia Komisji Nadzoru Finansowego, działalności polegającej na gromadzeniu środków pieniężnych innych osób fizycznych, prawnych lub jednostek organizacyjnych niemających osobowości prawnej, w celu udzielania kredytów, pożyczek pieniężnych lub obciążania ryzykiem tych środków w inny sposób, jest nielegalne i podlega grzywnie do 5 000 000 złotych i karze pozbawienia wolności do lat 3.
Lista podmiotów, co do których Komisja Nadzoru Finansowego złożyła zawiadomienie o podejrzeniu popełnienia przestępstwa określonego w art. 171 ust. 1–3 ustawy – Prawo bankowe (wykonywanie czynności bankowych, w szczególności przyjmowanie wkładów pieniężnych w celu obciążania ich ryzykiem, bez zezwolenia KNF), jest publikowana na stronie internetowej KNF.